# Megerlina atkinsoni
Megerlina atkinsoni är en armfotingsart som först beskrevs av Loren P. Woods 1878.  Megerlina atkinsoni ingår i släktet Megerlina och familjen Kraussinidae. Inga underarter finns listade i Catalogue of Life.